# Hej (villaggio)
Hej è un villaggio nel distretto di Jörns Socken nella parte nordoccidentale del comune di Skellefteå, nella contea di Västerbotten, in Svezia.
"Hej" è il saluto più comune in svedese e corrisponde al saluto italiano "ciao". Il villaggio prese il nome nel XIX secolo quando un agrimensore giocò con la filastrocca infantile Snipp, snapp, snorum, hej basalorum. Snipp, Snapp, Snorum e Basalorum sono altri quattro villaggi nelle vicinanze. 